# Jumanji: Willkommen im Dschungel
Jumanji: Willkommen im Dschungel (Originaltitel: Jumanji: Welcome to the Jungle) ist ein US-amerikanischer Fantasy-Abenteuer-Film von Jake Kasdan, der am 20. Dezember 2017 in die US-amerikanischen und einen Tag später in die deutschen Kinos kam. Es handelt sich um eine Fortsetzung von Jumanji aus dem Jahr 1995. Anders als im Vorgängerfilm ist es in Jumanji: Willkommen im Dschungel kein altes Brettspiel, das die Spieler in eine abenteuerliche Welt hineinzieht, sondern ein Videospiel, und die Handlung findet überwiegend im Jumanji-Dschungel statt.

## Handlung
Im Jahr 1996 findet der Vater des Jugendlichen Alex Vreeke am Strand ein Brettspiel mit der Aufschrift „Jumanji“. Er gibt es seinem Sohn, der jedoch seine Freizeit lieber an seiner Spielekonsole verbringt. Als Alex in der Nacht durch ein Geräusch geweckt wird, das von dem Spiel ausgeht, findet er in der Schachtel ein Steckmodul für seine Konsole, und während er spielt, wird sein Zimmer von einem grünen Lichtblitz erhellt.
20 Jahre später. Spencer, ein Teenager, der sich selbst als Nerd bezeichnet, schreibt für seinen Klassenkameraden Anthony Johnson, genannt, „Fridge“, einen Aufsatz für die Schule, weil dieser sonst aus der Sportmannschaft geworfen wird. Zur Übergabe treffen sie sich am Haus des vor 20 Jahren spurlos verschwundenen Alex, das inzwischen heruntergekommen ist und vom unheimlichen Mr. Vreeke bewohnt wird. Da in der Schule ihr Schwindel auffliegt, werden beide von Rektor Bentley dazu verdonnert, in einem Kellerraum für Ordnung zu sorgen, zusammen mit zwei weiteren „Nachsitzern“: der selbstverliebten Bethany, die ständig mit ihrem Smartphone beschäftigt ist, sogar während einer Klassenarbeit, sowie Martha, die frech zu ihrer Sportlehrerin war. Beim Aufräumen entdecken sie Alex’ alte Spielkonsole mit dem Jumanji-Modul. Nachdem sie die Konsole an den Fernseher angeschlossen und ihre Charaktere ausgewählt haben – einer der fünf Charaktere ist für die Auswahl gesperrt –, starten sie das Spiel und werden in dieses hineingezogen.
Die vier Teenager finden sich in einem Urwald in den Körpern ihrer ausgewählten Spielfiguren wieder, und jeder hat ein Tattoo aus drei Streifen auf dem linken Unterarm. Spencer wurde im Spiel zu Dr. Smolder Bravestone, einem muskelbepackten Hünen ohne Schwächen. Aus Fridge ist der nur etwa halb so große Zoologe Franklin „Mouse“ Finbar geworden, der Waffen- und Rucksackträger von Bravestone mit den Schwächen Kuchen, Geschwindigkeit und Stärke. Martha findet sich im Körper der leichtbekleideten Kämpferin Ruby Roundhouse wieder, deren Schwäche Gifte sind. Bethany muss entsetzt feststellen, dass ihre Figur der kleine, untersetzte Kartograf Professor Sheldon „Shelly“ Oberon ist. Sie rennt weg und wird von einem Flusspferd verschlungen. Unmittelbar darauf ertönt eine Art Fanfare und sie fällt unversehrt vom Himmel. Die Gruppe erkennt, dass sie in das Videospiel hineingezogen wurde, und rettet sich vor den Nilpferden in ein herannahendes Fahrzeug.
Dessen Fahrer Nigel ist ein Nicht-Spieler-Charakter, der sie über ihre Aufgabe im Spiel aufklärt. Sie müssen den Fluch Jumanjis brechen, indem sie ein Juwel, das einst der Bösewicht Russel Van Pelt aus einem Jaguarschrein entwendete, an sich bringen und wieder in den Schrein einsetzen. Das erste Level des Spiels war der Nilpferdangriff, nun müssen sie im zweiten Level einer Gruppe von angriffslustigen Motorradfahrern entkommen und im nächsten gegen eine schwarze Mamba kämpfen, wobei ihnen Fridges zoologische Kenntnisse helfen. Zwischenzeitlich wird Martha im Kampf tödlich verletzt, Fridge explodiert nach dem Verzehr von Kuchen und Spencer stirbt nach einer Rangelei mit Fridge beim Sturz in einen Abgrund. Dabei entdecken sie, dass sich nach jeder Rückkehr die Zahl der Streifen auf ihrem Unterarm um einen reduziert hat, wodurch der Gruppe bewusst wird, dass jeder von ihnen nur drei Leben hatte und ihnen beim Verlust ihres letzten Lebens wohl der endgültige Tod droht. Bei einer Flucht vor Van Pelts Handlangern hilft ihnen Jefferson „Seaplane“ McDonough, ein Pilot und die fünfte Spielfigur, dessen Spieler nach eigenen Angaben schon monatelang in dem Spiel feststeckt. Die Gruppe erkennt, dass sie nur gemeinsam das Spiel verlassen kann und es sich bei Jefferson um Alex Vreeke handelt, der vor 20 Jahren von der Konsole in das Spiel gesaugt wurde. Er lebt in einem Dschungelhaus, das dessen früherer Bewohner namens Alan Parrish errichtet hat. Alex hat die Hoffnung bereits aufgegeben, das Spiel je abschließen und verlassen zu können, zumal er nur noch ein Leben und eine Schwäche gegen die allgegenwärtigen Moskitos hat.
In Level 4 entwenden sie aus einem Lagerhaus einen Helikopter und schaffen es damit durch die Jaguarschlucht, wobei Spencer in einer waghalsigen Aktion eines von Fridges Leben opfert, um das verloren gegangene Juwel zurückzuholen. Da wird Alex von einem Moskito gestochen, wodurch er sein letztes Leben verliert und zusammenbricht, doch Bethany kann ihn wiederbeleben, indem sie eines ihrer verbliebenen zwei Leben auf Alex überträgt. Am Jaguarschrein angekommen, der sich auf einem hohen Felsen befindet, schafft die Gruppe es gemeinsam und unter Einsatz der vorletzten Leben Spencers und Marthas, das Juwel wieder in den Jaguarkopf einzusetzen. Gemeinsam sprechen sie den Namen des Spiels „Jumanji“ aus, wodurch der Fluch gebrochen und Van Pelt vernichtet wird. Sie werden von Nigel abgeholt und wieder zurück in ihre Welt geschickt. Auf dem Weg nach Hause kommen sie an dem nun nicht mehr verwahrlosten, sondern sehr ansehnlichen Haus von Alex vorbei und treffen dort auf ihn. Er wurde im Jahr 1996 aus dem Spiel geworfen, ist entsprechend älter geworden und hat mittlerweile eine Familie. Seine Tochter benannte er nach Bethany, da sie im Spiel eines ihrer Leben für ihn geopfert hat. Tage später treffen sich die Vier, die inzwischen feste Freunde geworden sind, in der Schule, wo sich Spencer und Martha zum ersten Mal küssen. Schließlich zerstört Fridge die Spielkonsole mit einer Bowlingkugel.

## Figuren

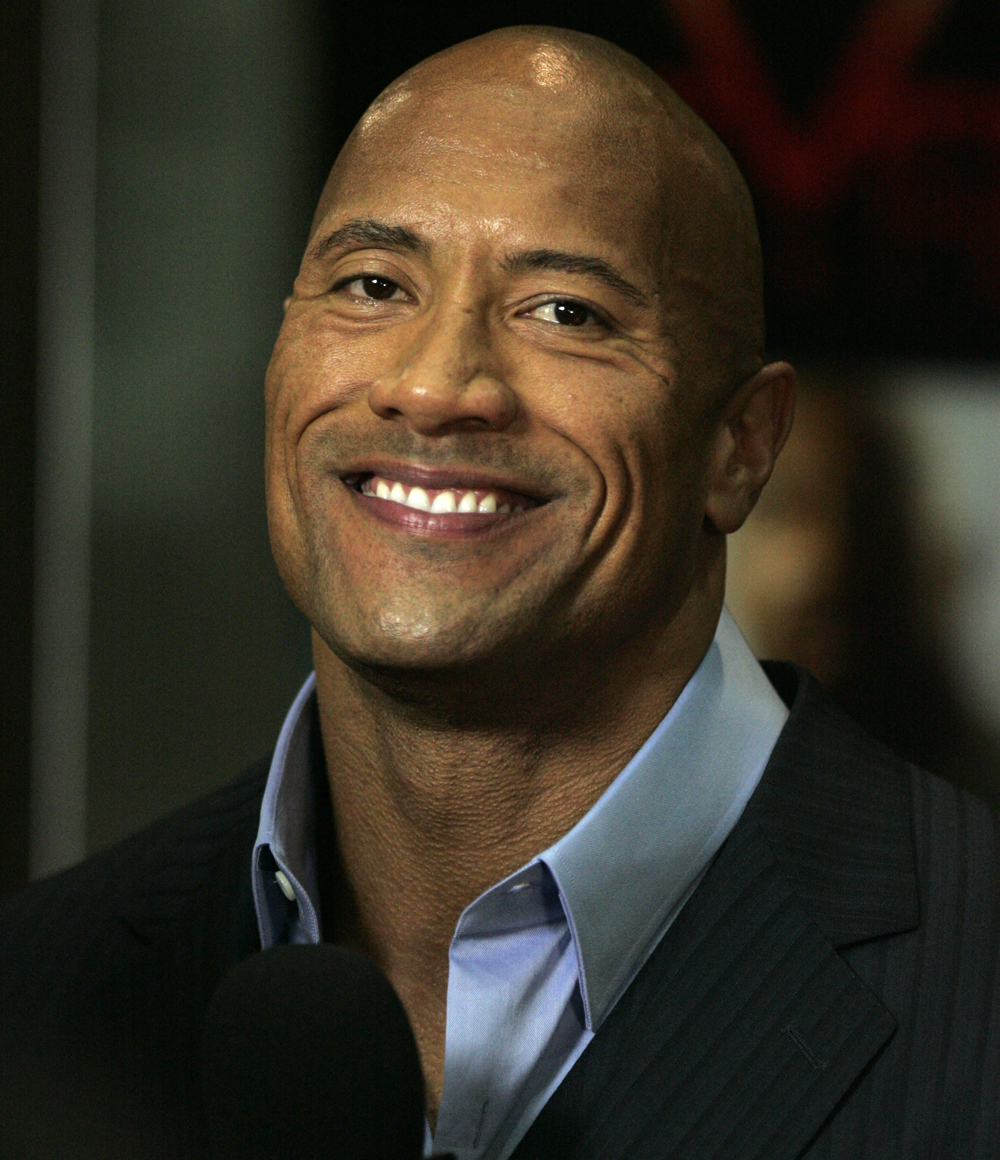
Dwayne Johnson spielt Dr. Smolder Bravestone

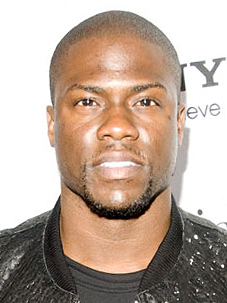
Kevin Hart spielt Franklin „Mouse“ Finbar

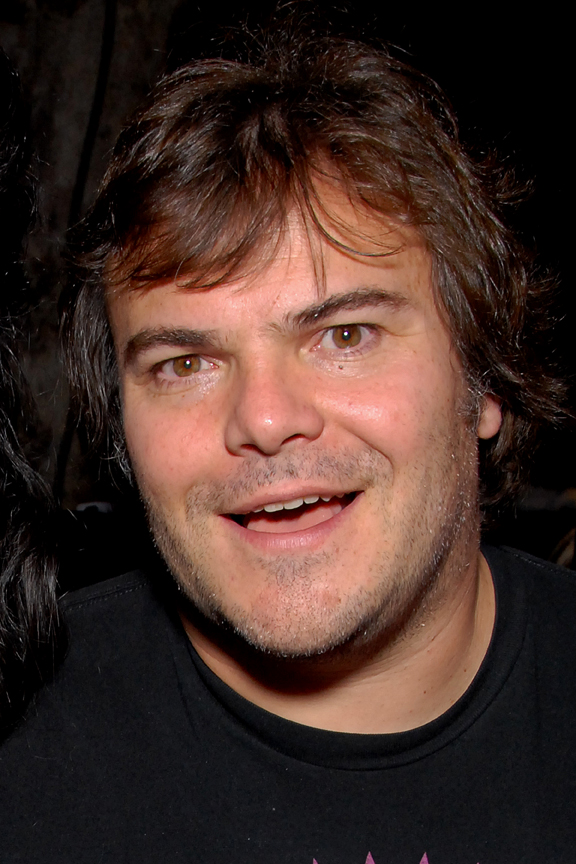
Jack Black spielt Professor Sheldon „Shelly“ Oberon

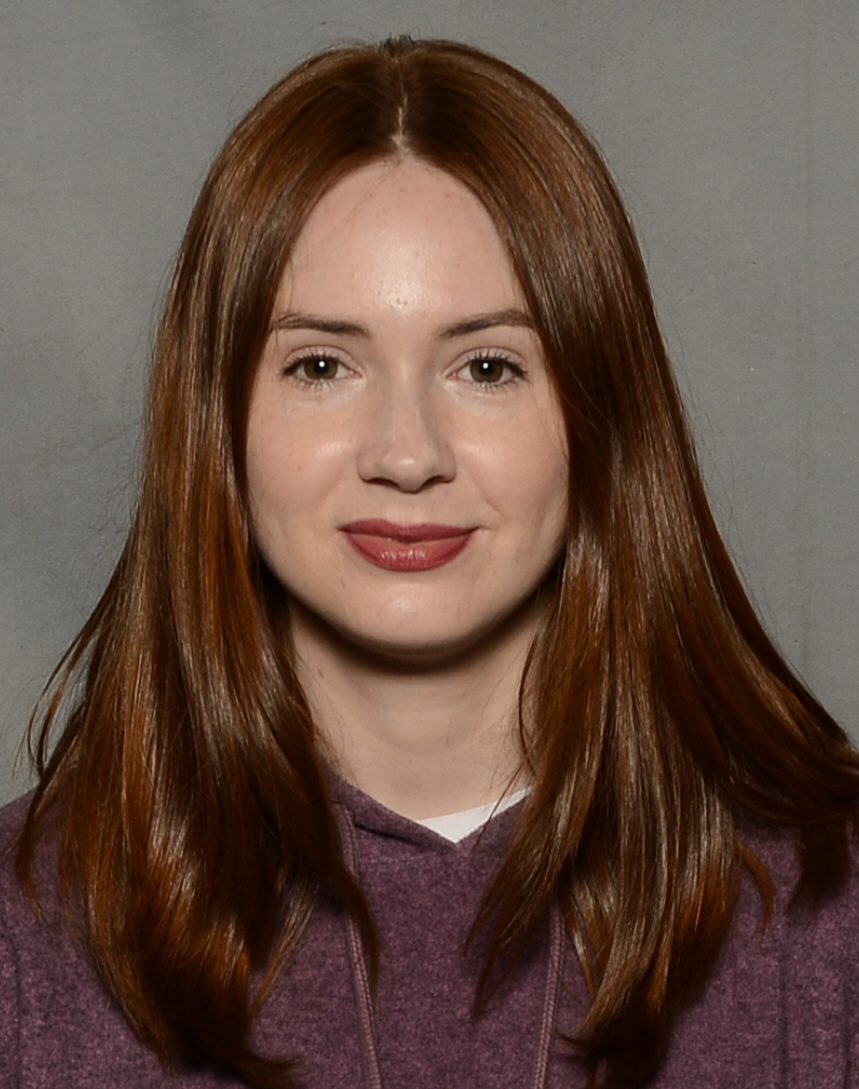
Karen Gillan spielt Ruby Roundhouse

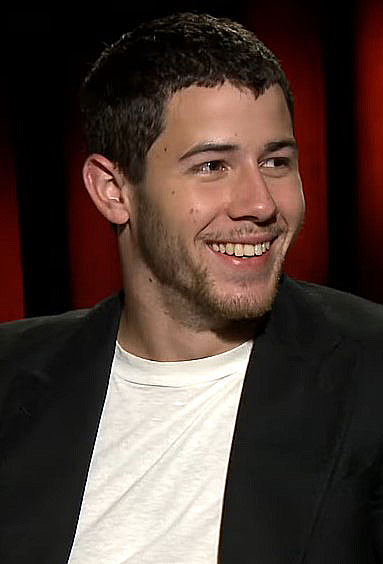
Nick Jonas spielt Jefferson „Seaplane“ McDonough

### Spencer / Dr. Smolder Bravestone
Spencer ist ein intelligenter und fleißiger Schüler. In seiner Freizeit spielt er am liebsten Computerspiele.
Im Spiel wird Spencer zu Dr. Smolder Bravestone, einem muskelbepackten, glatzköpfigen Hünen, der sich außergewöhnlich schnell bewegen kann und über enorme Kräfte verfügt. Zudem geht von Bravestone eine Aura aus, die selbst seine Gruppenmitglieder beeindruckt. Bravestone hat keine Schwächen.

### Anthony „Fridge“ Johnson / Franklin „Mouse“ Finbar
Anthony Johnson, der von allen nur „Fridge“ genannt wird, ist ein großgewachsener Teenager, der unbedingt in der Sportmannschaft seiner Schule bleiben will. Da er Bedenken hat, seine Hausarbeiten könnten für ein Weiterkommen in der Schule nicht gut genug sein, nimmt er Spencers Hilfe in Anspruch, den er schon aus Kindertagen kennt.
Im Spiel wird Fridge zu dem kleingewachsenen Franklin „Mouse“ Finbar. Im Jumanji-Dschungel ist er der Waffen- und Rucksackträger von Bravestone. Zu seinen Fähigkeiten zählt detailliertes Wissen über die Tierwelt Jumanjis, jedoch kann er nicht schnell rennen, und wenn er Kuchen isst, explodiert er.

### Bethany Walker / Professor Sheldon „Shelly“ Oberon
Die hübsche Bethany macht gerne Selfies von sich.
Im Spiel wird Bethany zu Professor Sheldon Oberon, weil sie bei der Auswahl der Figur glaubt, bei „Shelly“ handele es sich um einen Mädchennamen. Professor Oberon ist im Spiel ein untersetzter Mann, und als Kartograph kann er als einziger der Gruppe die Karte lesen, die ihnen zu Beginn des Spiels überreicht wurde. Für Bethany ist es in seinem Körper eine völlig neue Erfahrung, ein Mann zu sein.

### Martha Kaply / Ruby Roundhouse
Martha sondert sich meist von ihren anderen Mitschülern ab. Sie mag keinen Sport und will lieber nur das lernen, was sie auf das Leben und ein Studium vorbereitet. Ihr fällt es schwer, mit Jungs zu reden. Heimlich ist sie ein wenig in Spencer verliebt.
Im Spiel wird Martha zu Ruby Roundhouse, einer sportlichen und attraktiven jungen Frau, die allerlei Kampfsportarten beherrscht, so Karate und Kampftanz, eine Fähigkeit von der sie zu Beginn nicht weiß, was dies sein soll, die ihr im Spiel jedoch besondere Kräfte verleiht. Rubys Schwäche ist Gift.

### Alex Vreeke / Jefferson „Seaplane“ McDonough
Alex Vreeke ist ein Teenager, der am liebsten Metal hört und an seiner Konsole spielt.
Im Spiel, in das er bereits 1996 gesaugt wurde, ist Alex der Pilot Jefferson „Seaplane“ McDonough. Allerdings hat Alex bislang nicht bemerkt, wie lange er schon in dem Spiel feststeckt. Er geht von ein paar Monaten aus. In Wirklichkeit sind es jedoch schon 20 Jahre. Weil sein erster Flugversuch mit einem Heißluftballon nicht von Erfolg gekrönt war, hat er Bedenken, einen Helikopter zu fliegen. Erst in der Gruppe, die er als fehlendes Teil vervollständigt, lernt er, Vertrauen in seine spielgegebenen Fähigkeiten zu haben. Sein Schwachpunkt sind Moskitos. Als er von einem gestochen wird und er sein letztes verbleibendes Leben zu verlieren droht, wird er von Bethany gerettet, indem sie ihm eines ihrer Leben schenkt.

### Nigel Billingsley
Nigel, der erste Nicht-Spieler-Charakter (NPC), auf den die Gruppe im Spiel trifft, erklärt ihnen zu Beginn ihre Aufgabe und entlässt sie letztlich wieder aus dem Spiel, indem er sie wieder in ihre reale Welt zurückschickt. Nigel kann nur innerhalb der ihm einprogrammierten Parameter reagieren.

### Russel Van Pelt
Der NPC Russel Van Pelt stellt den Endgegner („Bossmonster“) dar. Gemäß der Legende des Spiels entfernte er einst das Juwel aus dem Jaguarschrein, wodurch er seine überragende Macht erhielt. Daher will er mit allen Möglichkeiten verhindern, dass die Gruppe den Stein wieder dorthin zurückbringt.

## Produktion

### Stab und Besetzung
Der Film wurde von Matt Tolmach, William Teitler und Ted Field produziert. Die Regie übernahm Jake Kasdan. Das Drehbuch schrieb unter anderem Scott Rosenberg. Die Filmmusik komponierte Henry Jackman. Der Soundtrack zum Film umfasst 29 Musikstücke und wurde am 15. Dezember 2017 von Sony Classical in physischer Form veröffentlicht.
Der schlaksige Spencer (gespielt von Alex Wolff) steckt, nachdem die Schüler in das Spiel gesaugt werden, im muskulösen Körper von Dwayne Johnson, der Dr. Smolder Bravestone spielt. Sein kräftiger Kumpel Fridge (gespielt von Ser’Darius Blain) landet in der schmächtigen Physis von Kevin Hart alias Mouse Finbar. Die in sich gekehrte Martha (gespielt von Morgan Turner) findet sich im Körper von Karen Gillan wieder, Bethany (gespielt von Madison Iseman) im Körper von Jack Black alias Professor Shelly Oberon, den sie als übergewichtigen Mann bezeichnet.

### Dreharbeiten

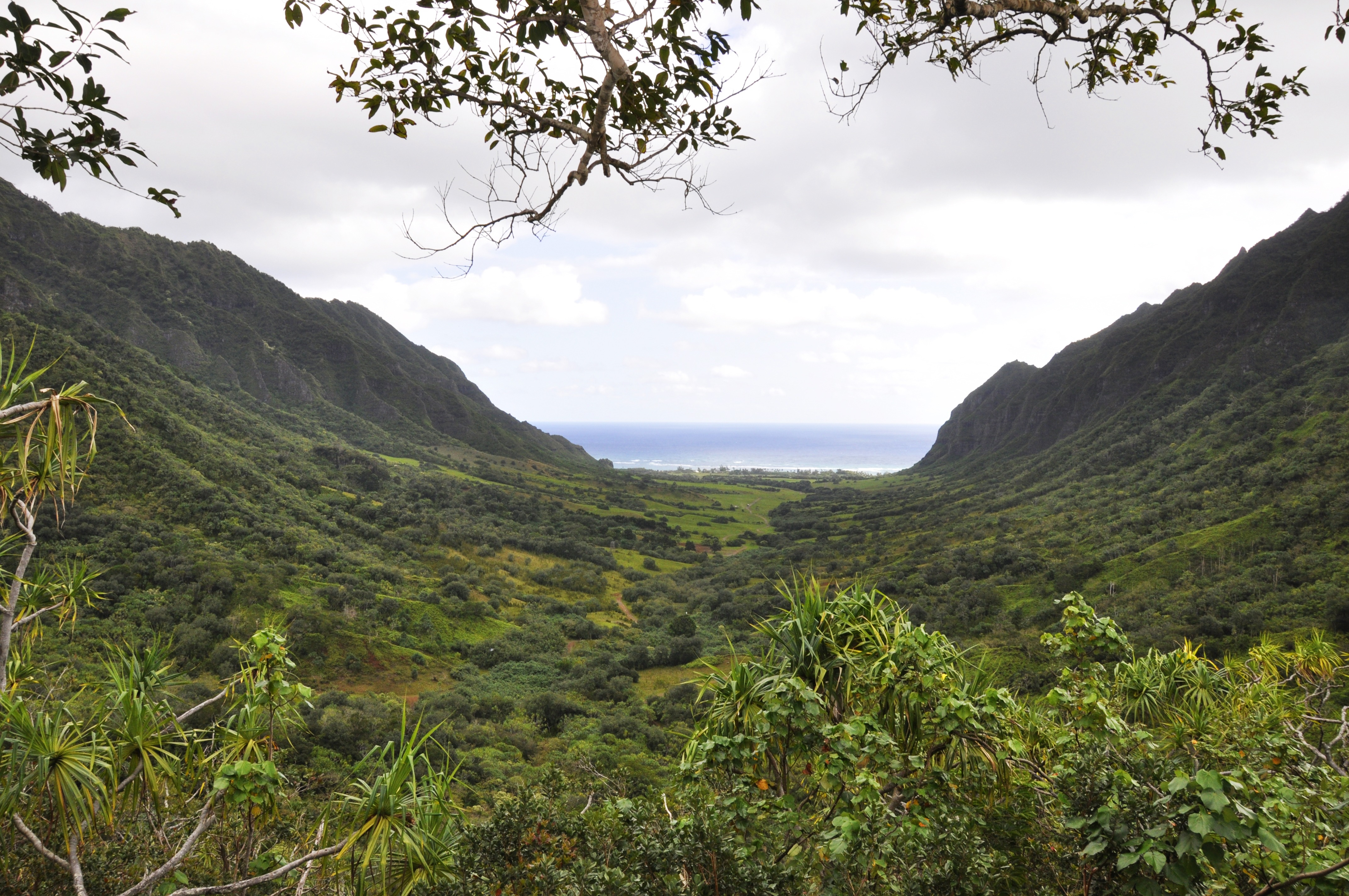
Große Teile der Außenaufnahmen entstanden auf der Kualoa Ranch und vor der Kulisse der Kualoa Mountains

Die Dreharbeiten fanden ab August 2016 in Honolulu auf Hawaii statt. Große Teile der Außenaufnahmen entstanden auf Oʻahu, eine große Zahl von Szenen auf der Kualoa Ranch, die als „backlot of Hawaii“ bekannt ist. Die Kualoa Mountains dienten bereits Filmen wie Jurassic Park, 50 erste Dates und der Fernsehserie Lost als Kulisse. Die Szene mit dem Sprung in einen Wasserfall, die auch im Trailer zu sehen ist, entstand in Papaikou, im Norden von Hilo auf der Big Island. Dieser Wasserfall war zuvor auch für die Red Bull Cliff Diving World Championships genutzt worden. Weitere Aufnahmen entstanden in den Atlanta Metro Studios in Union City.
Der Film enthält einen Tribut an Robin Williams, der in Jumanji in der Hauptrolle zu sehen war. Im Juni 2017 erklärte Jack Black, der im Film Professor Shelly Oberon spielt, die Verbindung zwischen Jumanji: Willkommen im Dschungel und dem Film aus dem Jahr 1995: In der Fortsetzung erforschten sie den Jumanji-Dschungel, um die Kontrolle über das Spiel zu bekommen, was ein Kampf auf Leben oder Tod sei. Doch sie finden im Film auch ein Dschungelhaus, das Alan Parrish dort hinterlassen hat, das dem der Familie Robinson ähnele. Es sei so, als würde ihnen Parrish helfen, ohne wirklich dort zu sein, so Black.

### Marketing und Veröffentlichung
Im Rahmen der CinemaCon 2017, die von Dwayne Johnson, Karen Gillan, Jack Black und Nick Jonas besucht wurde, wurden Details zur Handlung des Films bekannt.
Der Film feierte am 5. Dezember 2017 im Pariser Le Grand Rex in Anwesenheit der Schauspieler Nick Jonas, Dwayne Johnson und Kevin Hart seine Premiere. Am 20. Dezember 2017 kam der Film in die US-amerikanischen und einen Tag später in die deutschen Kinos. Ein Kinostart in China erfolgte am 12. Januar 2018. Eine Veröffentlichung auf Prime Video war für März 2021 geplant.

## Rezeption

### Altersfreigabe
In Deutschland ist der Film FSK 12. In der Freigabebegründung heißt es: „Die leicht verständliche Geschichte behandelt mit typischen Genreelementen und zahlreichen turbulenten Actionszenen Themen wie Freundschaft und Teamgeist. Kinder unter 12 Jahren können dabei von der emotionalen Intensität einzelner Szenen und der düsteren Gestaltung der Bösewichte überfordert werden. 12-Jährige sind aber in der Lage, diese Aspekte in das deutlich fiktive und realitätsferne Setting einzuordnen und sich ausreichend zu distanzieren.“

### Kritiken
Bisher hat der Film bei Rotten Tomatoes einen Score von 76 Prozent.

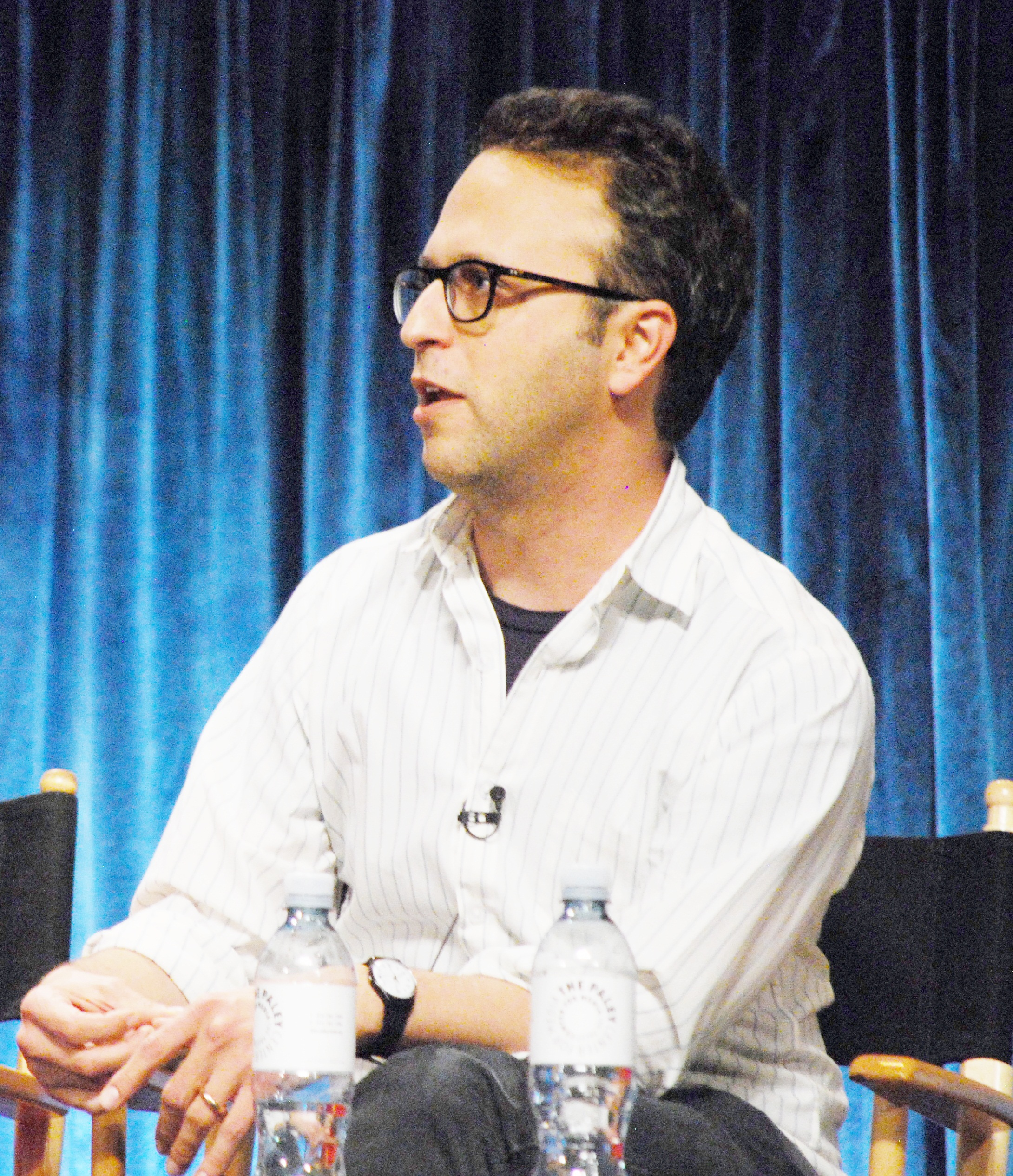
Jake Kasdan führte beim Film Regie

In der Huffington Post ist zu lesen, Regisseur Jake Kasdan, der bereits mit Bad Teacher und Sex Tape bewiesen habe, dass er weiß, was den Zuschauer zum Lachen bringt, sei ganz bestimmt nicht der einzige Faktor, wieso es dem Film an Humor nicht fehlt. Auch wenn die jungen Zuschauer mit dem Klassiker von 1995 eher nicht so viel am Hut hätten, dächten viele noch gerne an den Zauber zurück, den uns Robin Williams beschert hat, und die Fortsetzung gebe einem die Gelegenheit, diesen Zauber wieder aufleben zu lassen, denn der Spirit des Originals und von Williams sei im Film allgegenwärtig: „Die Protagonisten werden im Spiel einige Hinweise finden, die Robin Williams dort als Alan Parrish hinterlassen hat. Er ist es auch, der das Dschungelhaus errichtet hat und somit ist er nicht nur kurz in die Story eingebettet, sondern spielt im gesamten Film eine zentrale Rolle. Eine schöne Weise, einen alten Film in einer neuen Version weiterleben zu lassen.“
Matthias Halbig rezensierte in der Märkischen Allgemeinen, Regisseur Jake Kasdan lasse „einen wirklich knallkomischen Film auf den Zuschauer runterprickeln, der die zahllosen lahmen Hollywood-Enten im Klamaukgenre der letzten Jahre um Längen schlägt“. Der Filme predige den Zuschauern „Toleranz und Gemeinschaftsgeist“, allerdings „ohne ihnen auch nur eine Sekunde auf die Nerven zu gehen“.

### Einspielergebnis
Nach Einnahmen von 36,4 Millionen US-Dollar an seinem ersten Wochenende in den USA konnte der Film diese am zweiten Wochenende um mehr als 38 Prozent auf rund 50 Millionen US-Dollar steigern. Der Film landete nach seinem Start in einer Reihe von Ländern auf Platz 1 der Kino-Charts, so neben den USA und China auch in Brasilien, in der Schweiz und in Frankreich. Die weltweiten Einnahmen des Films aus Kinovorführungen belaufen sich auf über 962 Millionen US-Dollar. Hierdurch befindet sich der Film in der weltweit erfolgreichsten Filme aller Zeiten auf Platz 65 (Stand: 19. April 2025). In Deutschland verzeichnet der Film bislang rund zwei Millionen Besucher.
Mit einem Einspielergebnis von 403,7 Mio. US-Dollar wurde Jumanji: Willkommen im Dschungel zum erfolgreichsten Sony-Film in der Kinogeschichte der Vereinigten Staaten. Den bisherigen Rekord hatte 16 Jahre lang Spider-Man gehalten.

### Auszeichnungen
Am 4. Dezember 2017 wurde bekannt, dass sich der Film in der Vorauswahl von 20 Filmen befindet, aus der die Academy of Motion Picture Arts and Sciences die Nominierungen für die Oscarverleihung 2018 in der Kategorie Beste visuelle Effekte bestimmte. Am 18. Dezember 2017 gab die Academy bekannt, dass sich Henry Jackmans Arbeit auf einer Shortlist befindet, aus der die Nominierungen in der Kategorie Beste Filmmusik erfolgten. Im Folgenden weitere Nominierungen.
Kids’ Choice Awards 2018
- Auszeichnung als Lieblingskinofilm
- Auszeichnung als Lieblingsschauspieler (Dwayne Johnson)[24]

MTV Movie & TV Awards 2018
- Nominierung in der Kategorie Best Comedic Performance (Jack Black)
- Nominierung als Bestes On-Screen-Team (Dwayne Johnson, Kevin Hart, Jack Black, Karen Gillan und Nick Jonas)[25]

Saturn-Award-Verleihung 2018
- Nominierung als Best Fantasy Film Release[26]

Teen Choice Awards 2018
- Nominierung als Choice Comedy Movie
- Auszeichnung als Choice Comedy Movie Actor (Dwayne Johnson)
- Nominierung als Choice Comedy Movie Actor (Jack Black)
- Nominierung als Choice Comedy Movie Actor (Kevin Hart)
- Nominierung als Choice Comedy Movie Actress (Karen Gillan)
- Nominierung als Choice Scene Stealer (Nick Jonas)
- Nominierung als Choice Hissy Fit (Jack Black)
- Nominierung als Choice Hissy Fit (Kevin Hart)[27]

## Fortsetzung
Nach dem Erfolg von Jumanji: Willkommen im Dschungel an den Kinokassen kündigte Dwayne Johnson an, dass es einen weiteren Teil geben werde. Regie führt erneut Jake Kasdan, der auch das Drehbuch schreibt. Die Produktion wurde im Juni 2018 begonnen. Jumanji: The Next Level kam im Dezember 2019 in die Kinos, in Deutschland am 12. Dezember 2019.

## Synchronisation
Die deutsche Synchronisation entstand nach einem Dialogbuch und unter der Dialogregie von Elisabeth von Molo im Auftrag der Berliner Synchron.
| Rolle                             | Darsteller       | Synchronsprecher   |
| --------------------------------- | ---------------- | ------------------ |
| Dr. Smolder Bravestone            | Dwayne Johnson   | Ingo Albrecht      |
| Professor Sheldon „Shelly“ Oberon | Jack Black       | Tobias Meister     |
| Franklin „Mouse“ Finbar           | Kevin Hart       | Leonhard Mahlich   |
| Ruby Roundhouse                   | Karen Gillan     | Rubina Nath        |
| Alex McDonough                    | Nick Jonas       | Armin Schlagwein   |
| Anthony „Fridge“ Johnson          | Ser’Darius Blain | Sebastian Kluckert |
| Bethany Walker                    | Madison Iseman   | Victoria Frenz     |
| Spencer                           | Alex Wolff       | Patrick Baehr      |
| Martha Kaply                      | Morgan Turner    | Kristina Tietz     |
| Coach Webb                        | Missi Pyle       | Victoria Sturm     |
| Lucinda                           | Kat Altman       | Lisa May-Mitsching |